# Calum Stewart
Calum Stewart est un compositeur de musique celtique écossaise, enseignant et musicien (flûte traversière en bois et uilleann pipes), né en 1982 à Moray, Écosse.
Il a formé un duo régulier avec le guitariste breton Heikki Bourgault avant de jouer depuis sous son propre nom avec plusieurs musiciens. Il a également fait partie du groupe écossais Mànran ou encore du groupe gallois Jamie Smith' Mabon. 
Il a joué à l'occasion de représentations et d'enregistrements avec Le London Philharmonic Orchestra, le London Symphony Orchestra et Nitin Sawhney.
Il a été élu meilleur musicien de l'année aux MG Alba Scots Trad Awards en décembre 2018.

## Discographie
Albums de Calum Stewart :
- 2008 : Early Wood
- 2017 : Tales from the North - Musique Celtique[4]

Avec Heikki Bourgault :
- 2010 : Calum Stewart et Heikki Bourgault - Coop Breizh
- 2014 : Hunter's Moon - Coop Breizh

Avec Lauren McColl :
- 2012 : Wooden Flute and Fiddle - Make Believe Records[5]
- 2012 : North by East - Heading West Music

Avec Gareth Davies-Jones :
- 2012 : North by East - Heading West Music

Avec Mànran :
- 2011 : Mànran - Mànran Records

Avec Gilles Servat :
- 2018 : 70 ans...à l'Ouest - Coop Breizh

Avec Mabon :
- 2007 : OK Pewter - Easy on the Records
- 2010 : Live at the Grand Pavilion - Easy on the Records
- 2012 : Windblown - Easy on the Records